# Hollies Sing Hollies
Albums de The Hollies
Hollies Sing Dylan
(1969) Confessions of the Mind
(1970)
Hollies Sing Hollies est le neuvième album du groupe The Hollies, sorti en 1969.
Son titre fait écho à celui du précédent album du groupe, Hollies Sing Dylan. Il indique que toutes les chansons sont des compositions originales des membres du groupe, par opposition aux reprises de Bob Dylan qui occupaient son prédécesseur.

## Titres
| 1. | Why Didn't You Believe   | Allan Clarke, Terry Sylvester             | 3:37 |
| 2. | Don't Give Up So Easily  | Tony Hicks                                | 2:18 |
| 3. | Look at Life             | Allan Clarke, Terry Sylvester             | 2:31 |
| 4. | Please Sign Your Letters | Allan Clarke, Tony Hicks, Terry Sylvester | 3:45 |
| 5. | My Life Is Over with You | Allan Clarke                              | 3:20 |
| 6. | Please Let Me Please     | Allan Clarke, Tony Hicks                  | 3:16 |

| 7.  | Do You Believe in Love          | Allan Clarke, Tony Hicks, Terry Sylvester | 3:44 |
| 8.  | Soldiers Dilemma                | Allan Clarke                              | 2:57 |
| 9.  | Marigold / Gloria Swansong      | Allan Clarke, Terry Sylvester             | 5:32 |
| 10. | You Love 'Cos You Like It       | Allan Clarke, Terry Sylvester             | 2:52 |
| 11. | Reflections of a Long Time Past | Bernie Calvert                            | 2:29 |
| 12. | Goodbye Tomorrow                | Allan Clarke                              | 3:50 |

## Musiciens
- Bernie Calvert : basse, chant
- Allan Clarke : chant, harmonica
- Bobby Elliott : batterie, percussions
- Tony Hicks : guitare, banjo, chant
- Terry Sylvester : guitare, chant